# Irlandia na Letnich Igrzyskach Olimpijskich 1972
Irlandię na Letnich Igrzyskach Olimpijskich 1972 reprezentowało 59 zawodników: 51 mężczyzn i osiem kobiet. Był to dziesiąty start reprezentacji Irlandii na letnich igrzyskach olimpijskich.

## Skład kadry

### Boks
Mężczyźni
| Zawodnik        | Konkurencja | 1/32                 | 1/16                      | 1/8                        | Ćwierćfinał          | Półfinał         | Finał            | Finał   |
| Zawodnik        | Konkurencja | Przeciwnik Wynik     | Przeciwnik Wynik          | Przeciwnik Wynik           | Przeciwnik Wynik     | Przeciwnik Wynik | Przeciwnik Wynik | Miejsce |
| --------------- | ----------- | -------------------- | ------------------------- | -------------------------- | -------------------- | ---------------- | ---------------- | ------- |
| Neil McLaughlin | 51 kg       | Mohamed Abaker W 5-0 | walkower                  | Mohamed Selim Soheim W K.O | Leo Rwabwogo P RSC   | Nie awansował    | Nie awansował    | 5.      |
| Mick Dowling    | 54 kg       |                      | Ove Lundby W 4-1          | Orlando Martínez P 2-3     | Nie awansował        | Nie awansował    | Nie awansował    | 9.      |
| Charlie Nash    | 60 kg       |                      | Erik Madsen W 5-0         | Antonio Gin W RSC          | Jan Szczepański P WO | Nie awansował    | Nie awansował    | 5.      |
| Jim Montague    | 63,5 kg     |                      | Nosra Vakil Monfard W RSC | Ray Seales P 0-5           | Nie awansował        | Nie awansował    | Nie awansował    | 9.      |
| John Rodgers    | 67 kg       |                      | Ib Bøtcher W 4-1          | Anatolij Chochłow P 0-5    | Nie awansował        | Nie awansował    | Nie awansował    | 9.      |
| Christy Elliott | 71 kg       |                      | Farouk Kesrouani W 5-0    | Emeterio Villanueva P RSC  | Nie awansował        | Nie awansował    | Nie awansował    | 9.      |

### Jeździectwo
| Zawodnik                                                              | Koń         | Konkurencja        | Ujeżdżenie | Cross country | Skoki           | Razem                    | Pozycja                  |
| --------------------------------------------------------------------- | ----------- | ------------------ | ---------- | ------------- | --------------- | ------------------------ | ------------------------ |
| William Buller                                                        | Benka       | WKKW indywidualnie | -73,33     | 47,20         | -30,00          | -56,13                   | 22.                      |
| Ronnie McMahon                                                        | San Carlos  | WKKW indywidualnie | -55,33     | -12,00        | 0,00            | -67,33                   | 24.                      |
| Patrick Connolly-Carew                                                | Tawney port | WKKW indywidualnie | -68,00     | -7,20         | -20,75          | -95,95                   | 28.                      |
| William McLernon                                                      | Ballingarry | WKKW indywidualnie | -65,67     | 37,60         | Dyskwalifikacja | Nie ukończył konkurencji | Nie ukończył konkurencji |
| William Buller Ronnie McMahon Patrick Connolly-Carew William McLernon | jak wyżej   | WKKW drużynowo     |            |               |                 | -219,41                  | 9.                       |

### Judo
Mężczyźni
| Zawodnik       | Konkurencja | Eliminacje           | Eliminacje | Repasaże      | Repasaże      | Półfinał         | Finał            | Finał   |
| Zawodnik       | Konkurencja | Przeciwnik           | Wynik      | Przeciwnik    | Wynik         | Przeciwnik Wynik | Przeciwnik Wynik | Pozycja |
| -------------- | ----------- | -------------------- | ---------- | ------------- | ------------- | ---------------- | ---------------- | ------- |
| Anthony Clarke | -63 kg      | Sergiej Suslin       | P          | Nie awansował | Nie awansował | Nie awansował    | Nie awansował    | 19.     |
| Liam Carroll   | -70 kg      | Patrick Vial         | P          | Nie awansował | Nie awansował | Nie awansował    | Nie awansował    | 18.     |
| Terry Watt     | -80 kg      | Alex Bijkerk         | P          | Nie awansował | Nie awansował | Nie awansował    | Nie awansował    | 19.     |
| Patrick Murphy | -93 kg      | Włodzimierz Lewin    | P          | Nie awansował | Nie awansował | Nie awansował    | Nie awansował    | 19.     |
| Matthew Folan  | + 93 kg     | Jean-Claude Brondani | P          | Nie awansował | Nie awansował | Nie awansował    | Nie awansował    | 11.     |
| Matthew Folan  | open        | Tijini Ben Kassou    | P          | Nie awansował | Nie awansował | Nie awansował    | Nie awansował    | 11.     |

### Kajakarstwo
Mężczyźni
| Zawodnik                         | Konkurencja | Eliminacje | Eliminacje | Repasaże | Repasaże | Półfinały      | Półfinały      | Finał          | Finał          | Pozycja        |
| Zawodnik                         | Konkurencja | Czas       | Pozycja    | Czas     | Pozycja  | Czas           | Pozycja        | Czas           | Pozycja        | Pozycja        |
| -------------------------------- | ----------- | ---------- | ---------- | -------- | -------- | -------------- | -------------- | -------------- | -------------- | -------------- |
| Howard Watkins                   | K-1 1000m   | 4:15,85    | 8.         | 4:04,88  | 3.       | 4:00,77        | 6.             | Nie awansował  | Nie awansował  | Nie awansował  |
| Howard Watkins Brendan O’Connell | K-2 1000m   | 3:59,04    | 9.         | 3:45,18  | 4.       | Nie awansowali | Nie awansowali | Nie awansowali | Nie awansowali | Nie awansowali |

Kobiety
| Zawodniczka | Konkurencja | Eliminacje | Eliminacje | Repasaże | Repasaże | Półfinały      | Półfinały      | Finał          | Finał          | Pozycja        |
| Zawodniczka | Konkurencja | Czas       | Pozycja    | Czas     | Pozycja  | Czas           | Pozycja        | Czas           | Pozycja        | Pozycja        |
| ----------- | ----------- | ---------- | ---------- | -------- | -------- | -------------- | -------------- | -------------- | -------------- | -------------- |
| Ann McQuaid | K-1 500m    | 2:32,64    | 8.         | 2:24,56  | 5.       | Nie awansowała | Nie awansowała | Nie awansowała | Nie awansowała | Nie awansowała |

### Kajakarstwo górskie
Mężczyźni
| Zawodnik      | Konkurencja | Pierwszy przejazd | Pierwszy przejazd | Drugi Przejazd | Drugi Przejazd | Finał  | Finał   | Pozycja |
| Zawodnik      | Konkurencja | P 1               | M.                | P 2            | M.             | Czas   | Miejsce | Pozycja |
| ------------- | ----------- | ----------------- | ----------------- | -------------- | -------------- | ------ | ------- | ------- |
| Gerry Collins | K-1         | 522,13            | 36.               | 347,95         | 16.            | 347,95 | 24.     | 24.     |

### Kolarstwo

#### Kolarstwo szosowe
| Zawodnik                                            | Konkurencja                    | Czas                 | Pozycja              |
| --------------------------------------------------- | ------------------------------ | -------------------- | -------------------- |
| Peter Doyle                                         | wyścig ze startu wspólnego (m) | 4:17:09,0            | 69.                  |
| Kieron McQuaid                                      | wyścig ze startu wspólnego (m) | 4:17:09,0            | 40.                  |
| Liam Horner                                         | wyścig ze startu wspólnego (m) | 4:17:09,0            | 38.                  |
| Noel Taggart                                        | wyścig ze startu wspólnego (m) | Nie ukończył wyścigu | Nie ukończył wyścigu |
| Liam Horner Peter Doyle Kieron McQuaid Noel Taggart | jazda na czas drużynowa (m)    | 2:21:37,8            | 26.                  |

### Lekkoatletyka
Mężczyźni
Konkurencje biegowe
| Zawodnik          | Konkurencja           | Eliminacje | Eliminacje | Ćwierćfinał   | Ćwierćfinał   | Półfinał      | Półfinał      | Finał         | Finał         |
| Zawodnik          | Konkurencja           | Wynik      | Miejsce    | Wynik         | Miejsce       | Wynik         | Miejsce       | Wynik         | Miejsce       |
| ----------------- | --------------------- | ---------- | ---------- | ------------- | ------------- | ------------- | ------------- | ------------- | ------------- |
| Fanahan McSweeney | 400 m                 | 47,07      | 5.         | Nie awansował | Nie awansował | Nie awansował | Nie awansował | Nie awansował | Nie awansował |
| Frank Murphy      | 800 m                 | 1:51,1     | 3.         |               |               | 1:49,2        | 5.            | Nie awansował | Nie awansował |
| Frank Murphy      | 1500 m                | 3:43,40    | 5.         |               |               | Nie awansował | Nie awansował | Nie awansował | Nie awansował |
| Michael Keogh     | 5000 m                | 13:57,80   | 5.         |               |               |               |               | Nie awansował | Nie awansował |
| John Hartnett     | 5000 m                | 14:34,60   | 12.        |               |               |               |               | Nie awansował | Nie awansował |
| Neil Cusack       | 10 000 m              | 28:45,80   | 10.        |               |               |               |               | Nie awansował | Nie awansował |
| Dan McDaid        | maraton               |            |            |               |               |               |               | 2:22:25,2     | 23.           |
| Des McGann        | maraton               |            |            |               |               |               |               | 2:28:31,6     | 42.           |
| Donie Walsh       | maraton               |            |            |               |               |               |               | 2:31:12,0     | 47.           |
| Eddie Leddy       | 3000 m z przeszkodami | 8:47,40    | 9.         |               |               |               |               | Nie awansował | Nie awansował |

Konkurencje techniczne
| Zawodnik    | Konkurencja    | Kwalifikacje | Kwalifikacje | Finał         | Finał         |
| Zawodnik    | Konkurencja    | Wynik        | Miejsce      | Wynik         | Miejsce       |
| ----------- | -------------- | ------------ | ------------ | ------------- | ------------- |
| Phil Conway | pchnięcie kulą | 16,69        | 27.          | Nie awansował | Nie awansował |

Kobiety
Konkurencje biegowe
| Zawodniczka     | Konkurencja        | Eliminacje | Eliminacje | Półfinał       | Półfinał       | Finał          | Finał          |
| Zawodniczka     | Konkurencja        | Wynik      | Miejsce    | Wynik          | Miejsce        | Wynik          | Miejsce        |
| --------------- | ------------------ | ---------- | ---------- | -------------- | -------------- | -------------- | -------------- |
| Claire Walsh    | 800 m              | 2:09,0     | 7.         | Nie awansowała | Nie awansowała | Nie awansowała | Nie awansowała |
| Mary Tracey     | 800 m              | 2:04,20    | 4.         | Nie awansowała | Nie awansowała | Nie awansowała | Nie awansowała |
| Mary Tracey     | 1500 m             | 4:16,40    | 6.         | Nie awansowała | Nie awansowała | Nie awansowała | Nie awansowała |
| Margaret Murphy | 100 m przez płotki | 15,89      | 6.         | Nie awansowała | Nie awansowała | Nie awansowała | Nie awansowała |

Pięciobój
| Zawodniczka     | Konkurencja                | Konkurencja                | Konkurencja    | Konkurencja    | Konkurencja | Konkurencja | Konkurencja | Konkurencja | Konkurencja | Konkurencja | Łącznie | Pozycja |
| Zawodniczka     | Bieg na 100 m przez płotki | Bieg na 100 m przez płotki | pchnięcie kulą | pchnięcie kulą | skok wzwyż  | skok wzwyż  | skok w dal  | skok w dal  | bieg 200 m  | bieg 200 m  | Łącznie | Pozycja |
| Zawodniczka     | Wyniki                     | Punkty                     | Wyniki         | Punkty         | Wyniki      | Punkty      | Wyniki      | Punkty      | Wyniki      | Punkty      | Łącznie | Pozycja |
| --------------- | -------------------------- | -------------------------- | -------------- | -------------- | ----------- | ----------- | ----------- | ----------- | ----------- | ----------- | ------- | ------- |
| Margaret Murphy | 15,18                      | 729                        | 10,57          | 627            | 1,50        | 726         | 5,65        | 828         | 24,84       | 860         | 3770    | 27.     |

### Pływanie
Mężczyźni
| Andrew Hunter     | 100m dowolnym   | 56,,09   | 36. | Nie awansował | Nie awansował | Nie awansował | Nie awansował |               |               |
| Brian Clifford    | 1500m dowolnym  | 18:09,28 | 40. |               |               | Nie awansował | Nie awansował | Nie awansował | Nie awansował |
| Liam Patrick Ball | 100m klasycznym | 1:09,68  | 24. | Nie awansował | Nie awansował | Nie awansował | Nie awansował |               |               |
| Liam Patrick Ball | 200m klasycznym | 2:33,47  | 27. |               |               | Nie awansował | Nie awansował |               |               |

Kobiety
| Zawodniczka                                                   | Konkurencja       | Eliminacje | Eliminacje | Półfinał       | Półfinał       | Finał          | Finał          |
| Zawodniczka                                                   | Konkurencja       | Czas       | Miejsce    | Czas           | Miejsce        | Czas           | Miejsce        |
| ------------------------------------------------------------- | ----------------- | ---------- | ---------- | -------------- | -------------- | -------------- | -------------- |
| Aisling O’Leary                                               | 800m dowolnym     | 10:18,05   | 36.        |                |                | Nie awansowała | Nie awansowała |
| Christine Fulcher                                             | 100m grzbietowym  | 1:10,63    | 29.        | Nie awansowała | Nie awansowała | Nie awansowała | Nie awansowała |
| Christine Fulcher                                             | 200m grzbietowym  | 2:33,73    | 31.        |                |                | Nie awansowała | Nie awansowała |
| Ann O’Connor                                                  | 100m klasycznym   | 1:19,13    | 25.        | Nie awansowała | Nie awansowała | Nie awansowała | Nie awansowała |
| Ann O’Connor                                                  | 200m klasycznym   | 2:53,04    | 29.        |                |                | Nie awansowała | Nie awansowała |
| Brenda McGrory                                                | 100m motylkowym   | 1:08,52    | 21.        | Nie awansował  | Nie awansował  | Nie awansował  | Nie awansował  |
| Ann O’Connor Christine Fulcher Brenda McGrory Aisling O’Leary | 4 × 100m dowolnym | 4:26,34    | 16.        |                |                | Nie awansowały | Nie awansowały |
| Christine Fulcher Ann O’Connor Brenda McGrory Aisling O’Leary | 4 × 100m zmiennym | 4:45,56    | 14.        |                |                | Nie awansowały | Nie awansowały |

### Podnoszenie ciężarów
Mężczyźni
| Zawodnik         | Konkurencja | Wyciskania | Wyciskania               | Rwanie                   | Rwanie                   | Podrzut                  | Podrzut                  | Razem                    | Pozycja                  |
| Zawodnik         | Konkurencja | Wynik      | Pozycja                  | Wynik                    | Pozycja                  | Wynik                    | Pozycja                  | Razem                    | Pozycja                  |
| ---------------- | ----------- | ---------- | ------------------------ | ------------------------ | ------------------------ | ------------------------ | ------------------------ | ------------------------ | ------------------------ |
| Francis Rothwell | -90 kg      | 132,5 kg   | Nie ukończył konkurencji | Nie ukończył konkurencji | Nie ukończył konkurencji | Nie ukończył konkurencji | Nie ukończył konkurencji | Nie ukończył konkurencji | Nie ukończył konkurencji |

### Strzelectwo
Mężczyźni
| Zawodnik         | Konkurencja | Wynik | Pozycja |
| ---------------- | ----------- | ----- | ------- |
| Dermot Kelly     | trap        | 178   | 38.     |
| Gerry Brady      | trap        | 176   | 42.     |
| William Campbell | skeet       | 175   | 52.     |
| Arthur McMahon   | skeet       | 174   | 53.     |

### Szermierka
Mężczyźni
| Zawodnik            | Konkurencja          | Runda 1                                                                   | Runda 1                       | Ćwierćfinały    | Ćwierćfinały    | Półfinały       | Półfinały       | Finał           | Finał           | Pozycja         |
| Zawodnik            | Konkurencja          | Przeciwnik                                                                | Wynik                         | Przeciwnik      | Wynik           | Przeciwnik      | Wynik           | Przeciwnik      | Wynik           | Pozycja         |
| ------------------- | -------------------- | ------------------------------------------------------------------------- | ----------------------------- | --------------- | --------------- | --------------- | --------------- | --------------- | --------------- | --------------- |
| John Bouchier-Hayes | floret indywidualnie | Bernard Talvard Klaus Reichert Eduardo Jhons Dan Alon Arcangelo Pinelli   | P                             | → Nie awansował | → Nie awansował | → Nie awansował | → Nie awansował | → Nie awansował | → Nie awansował | → Nie awansował |
| John Bouchier-Hayes | szpada indywidualnie | Hryhorij Kriss Reinhold Behr Daniel Giger Peter Askjær-Friis Chan Matthew | P 0-5 P 5-5 P 0-5 W 5-4 W 5-3 | → Nie awansował | → Nie awansował | → Nie awansował | → Nie awansował | → Nie awansował | → Nie awansował | → Nie awansował |

### Wioślarstwo
Mężczyźni
| Zawodnik  | Konkurencja | Eliminacje | Eliminacje | Repesaż | Repesaż | Półfinały | Półfinały | Finał   | Finał       | Miejsce |
| Zawodnik  | Konkurencja | Czas       | M.         | Czas    | M.      | Czas      | M.        | Czas    | M.          | Miejsce |
| --------- | ----------- | ---------- | ---------- | ------- | ------- | --------- | --------- | ------- | ----------- | ------- |
| Seán Drea | M1x         | 7:47,64    | 3.         | 7:50,27 | 2.      | 8:27,70   | 5.        | 7:55,93 | 1.(finał B) | 7.      |

### Żeglarstwo
Mężczyźni
| Zawodnik                                                 | Konkurencja       | Wyścig | Wyścig | Wyścig | Wyścig | Wyścig | Wyścig | Wyścig | Punkty | Finałowa pozycja |
| Zawodnik                                                 | Konkurencja       | 1      | 2      | 3      | 4      | 5      | 6      | 7      | Punkty | Finałowa pozycja |
| -------------------------------------------------------- | ----------------- | ------ | ------ | ------ | ------ | ------ | ------ | ------ | ------ | ---------------- |
| Kevin McLaverty                                          | Finn              | 35     | 38     | 37     | 31     | 34     | 41     | 28     | 203    | 31.              |
| Harold Cudmore Richard O’Shea                            | Latający Holender | 32     | 30     | 22     | 22     | 23     | 22     | 8      | 127    | 17.              |
| David Wilkins Sean Whitaker                              | Tempest           | 11,7   | 14,0   | 15,0   | 19,0   | 0,0    | 19,0   | 15,0   | 74,7   | 8.               |
| Harry Byrne Robin Hennessy Treen Morris Joseph McMenamin | Latający Holender | 16,0   | 20,0   | 28,0   | 13,0   | 15,0   | 25,0   |        | 89,0   | 16.              |